# Kars oblast
Kars oblast var ett oblast i ryska generalguvernementet Kaukasus, 1878-1921.
Det var beläget vid gränsen till Asiatiska Turkiet. Det hade en yta på 19 197 km² och 290 654 invånare (1897), bland annat armenier, turkar,
kurder, tatarer, greker och ryssar. Kars var fyllt av berg, i norr av Meskiska bergen, som sammanband Kaukasus och Armeniens högländer. Där fanns toppar på nära 3 000 m., och i söder når Ala-dag 3 130 m. De viktigaste floderna var Çoruh (till Svarta havet), Kura och Aras (Araxes) till Kaspiska havet.
Boskapsskötseln hade största betydelse, och antalet nötkreatur och får var stort. Alla sädesslag samt något vin odlade. Kars tillhörde förr Turkiet, men avträddes 1878 till Ryssland. 1921 återgick provinsen till Turkiet.

## Källa
Den här artikeln är helt eller delvis baserad på material från Nordisk familjebok, Kars, 1904–1926.